# Ethel Newbold
Pour les articles homonymes, voir Newbold.
Ethel May Newbold (28 août 1882 – 25 mars 1933) est une épidémiologiste et une statisticienne britannique.

## Biographie
Ethel Newbold effectue ses études au lycée de Tunbridge Wells, et au Newnham College, Cambridge. Elle a d'abord enseigné à l'École Godolphin, de Salisbury. Son passage à la Statistique a été induit par son travail au cours de la Première Guerre mondiale dans le ministère de l'Armement. Elle a étudié pour l'obtention d'un M. Sc. à l'université de Londres, qu'elle a reçu en 1926, et a obtenu un doctorat en 1929. Elle est devenue membre du Conseil de la recherche médicale en 1921, travaillant sur des études médicales et industrielles.
Ethel Newbold publie 17 articles durant les huit années où elle a mené des recherches au Conseil de la recherche médicale. Dans sa notice nécrologique, Major Greenwood la décrit comme « le meilleur statisticien mathématique et je pense tout à fait le meilleur logicien » du groupe au National Institute of Medical Research.
Elle a été élue Fellow de la Royal Statistical Society en 1921 et elle est la première femme à recevoir la médaille Guy en Argent, en 1928, pour l'article Practical Applications of Statistics of Repeated Events, particularly to Industrial Accidents et pour ses autres contributions à l'étude expérimentale de l'épidémiologie novatrice pour l'époque. Elle a siégé au Conseil de la Royal Statistical Society , entre 1928 et 1933.

## Prix Ethel-Newbold
En 2014, la Société Bernoulli a établi le prix Ethel-Newbold pour l'excellence en matière de statistiques, attribué pour la première fois en 2015. Ce prix est destiné à soutenir le rôle important des femmes dans les statistiques, mais le candidat peut être de n'importe quel sexe. La seule contrainte est que l'ensemble des candidatures couvre les candidats des deux sexes.
« Le prix Ethel-Newbold est décerné à un(e) scientifique  de la statistique remarquable pour un corpus de travaux qui représentent l'excellence dans la recherche en statistique mathématique, et/ou l'excellence d'une recherche qui mène à de nouvelles avancées dans les statistiques. ».
La première lauréate est la Française Judith Rousseau, lors du Congrès mondial de statistiques de 2015 à Rio de Janeiro. Suivent en 2017 Richard Nickl (en), en 2019 Mathias Drton et en 2021 Marloes Maathuis (en).

## Publications
- Cripps, L, Greenwood, M. et Newbold, E, « A Biometric Study of the Inter-relations of `Vital Capacity' stature, stem length and weight in a Sample of Healthy Male Adults », Biometrika, vol. 14,‎ 1923, p. 3–4 (DOI 10.2307/2331816, JSTOR 2331816)
- Greenwood, M. et Newbold, E, « On the Estimation of Metabolism from Determination of Carbon Dioxyde Production and on Estimation of External Work from Respiratory Metabolism », J. Hygiene, vol. 21,‎ 1923, p. 3–4 (DOI 10.1017/s0022172400031624)[5]
- Newbold, E, « On the Excess Mortality of Males in the First Year of Life », Biometrika, vol. 17,‎ 1925, p. 3–4 (DOI 10.2307/2332084, JSTOR 2332084)
- Greenwood, M. et Newbold, E, « Practical Applications of Statistics of Repeated Events, particularly to Industrial Accidents », J. Royal Stat. Society, vol. 90,‎ 1927, p. 487–547 (DOI 10.2307/2341203, JSTOR 2341203)